# Gardeo Isaacs
Gardeo Isaacs (* 27. Dezember 1998) ist ein südafrikanischer Sprinter, der sich auf den 400-Meter-Lauf spezialisiert hat. 2024 wurde er in Douala Afrikameister in der Mixed-Staffel über 4-mal 400 Meter.

## Sportliche Laufbahn
Erste Erfahrungen bei internationalen Meisterschaften sammelte Gardeo Isaacs bei der Sommer-Universiade 2019 in Neapel, bei denen er in 45,89 s die Bronzemedaille hinter dem Mexikaner Valente Mendoza und Michail Litwin aus Kasachstan gewann. Zudem gewann er mit der südafrikanischen 4-mal-400-Meter-Staffel in 3:03,23 min die Silbermedaille hinter dem Team aus Mexiko. Zuvor gelangte er bei den World Relays in Yokohama in 3:05,32 min auf den fünften Platz. Anschließend nahm er an den Afrikaspielen in Rabat teil und erreichte dort in 46,79 s den achten Platz über 400 Meter. In der Staffel erhielt er einen Startplatz für die Weltmeisterschaften in Doha, bei denen er mit 3:02,06 min in der Vorrunde ausschied. 2022 schied er bei den Afrikameisterschaften in Port Louis mit 47,69 s im Halbfinale über 400 Meter aus. In der 4-mal-400-Meter-Staffel belegte er in 3:14,69 min den siebten Platz und in der Mixed-Staffel wurde er in 3:23,06 min Vierter. Bei den World Athletics Relays 2024 auf den Bahamas wurde er in 3:00,75 min Zweiter in der Finalrunde über 4-mal 400 Meter hinter dem botswanischen Team und sicherte damit Südafrika einen Startplatz bei den Olympischen Spielen in Paris. Anschließend schied er bei den Afrikameisterschaften in Douala mit 46,85 s im Vorlauf über 400 Meter aus und siegte mit der Mixed-Staffel mit neuem Landesrekord von 3:13,12 min gemeinsam mit Shirley Nekhubui, Mthi Mthimkulu und Miranda Coetzee. Im August gelangte er bei den Olympischen Sommerspielen in Paris mit neuem Landesrekord von 2:58,12 min im Finale auf den fünften Platz mit der Männerstaffel.
2019 wurde Isaacs südafrikanischer Meister im 400-Meter-Lauf.

## Persönliche Bestzeiten
- 200 Meter: 20,73 s (−0,5 m/s), 15. Mai 2021 in Johannesburg
- 300 Meter: 31,91 s, 17. Februar 2024 in Pretoria
- 400 Meter: 45,15 s, 1. April 2023 in Potchefstroom